# Судхаварман
Судхаварман (д/н — 639) — 9-й магараджа індуїстської держави Таруманагара у 628—639 роках.

## Життєпис
Син магараджи Сурьявармана. Інформації про Судхаварман небагато. Спадкував трон 628 року після смерті старшого брата Кертавармана, оголосивши його сина незаконним через начебто безплідність брата. Відсторонив названого сина останнього Браджагірі від першості в армії.
Панував 11 років. Відбувається подальше послаблення центральної влади й занепаддання авторитету монарха. Намісники і залежні раджи стають все більш самостійними, зокрема Кендан відновлює колишню потугу. Помер Судхаварман у 639 році. Йому спадкував син Харівангсаварман.